# Tuna kontrakt
Tuna kontrakt  är ett kontrakt inom Svenska kyrkan i Västerås stift. 
Kontraktsprost sedan 1 september 2021 är kyrkoherden i Stora Tuna och Torsångs pastorat Per Henriksson Lerström. 
Kontraktskoden är 0511.

## Administrativ historik
Kontraktet bildades 2007 av följande församlingar:
Från hela Södra Dalarnas kontrakt som utökades och namnändrades till Tuna kontrakt
- Hedemora församling som 2010 uppgick i Hedemora-Garpenbergs församling och 2018 i Hedemora, Husby och Garpenbergs församling
- Garpenbergs församling som 2010 uppgick i Hedemora-Garpenbergs församling och 2018 i Hedemora, Husby och Garpenbergs församling
- Husby församling som 2018 uppgick i Hedemora, Husby och Garpenbergs församling
- Folkärna församling
- By församling
- Grytnäs församling
- Avesta församling

Från hela Tunabygdens kontrakt som samtidigt upplöstes
- Stora Tuna församling
- Gustafs församling som 2010 uppgick i Säterbygdens församling
- Silvbergs församling som 2010 uppgick i Säterbygdens församling
- Stora Skedvi församling som 2010 uppgick i Säterbygdens församling
- Säters församling som 2010 uppgick i Säterbygdens församling
- Torsångs församling